# Arnold Tschira
Arnold Tschira (* 17. Oktober 1910 in Freiburg im Breisgau; † 9. März 1969 in Karlsruhe) war ein deutscher historischer Bauforscher.

## Leben und Werk
Von 1929 bis 1933 studierte er an der Technischen Hochschule Karlsruhe. Nach der Machtergreifung durch die Nationalsozialisten war Tschira von 1933 bis zum 1. September 1938 Mitglied der SS. Ab 1935 bis 1938 war er Assistent von Karl Wulzinger am Institut für Kunst- und Baugeschichte der TH Karlsruhe. 1937 promovierte er, ebenfalls in Karlsruhe, über das Thema Orangerie und Glashaus. 1939 wechselte er an das Deutsche Archäologische Institut (DAI) in Rom und begründete zusammen mit Friedrich Wilhelm Deichmann und Michael Stettler das Forschungsprojekt Spätantike Zentralbauten in Rom und Latium, das nach Tschiras Tod von Jürgen J. Rasch fortgeführt wurde.
Nach Kriegsdienst und Kriegsgefangenschaft bis 1947 wurde er 1950 als Nachfolger des verstorbenen Karl Wulzinger auf den Lehrstuhl für Kunst- und Baugeschichte an der TH Karlsruhe berufen. Tschira formte das Institut 1955 zu einem Institut für Baugeschichte um. 1958 übernahm Klaus Lankheit den neu geschaffenen Lehrstuhl für Kunstgeschichte, dessen Einrichtung auf die Initiative Tschiras zurückging.
Die Untersuchungen am Athener Parthenon hatte er nach kriegsbedingter Unterbrechung fortsetzen können, ohne sie aber noch zu Lebzeiten zum Abschluss zu bringen, in Pompeji beschäftigte ihn die Untersuchung der Casa del Fauno. Ein Hauptwerk von Arnold Tschira ist die Umsetzung seiner bauhistorischen Untersuchungen in eine Maßnahme der praktischen Baudenkmalpflege: Von 1964 bis zu seinem Tod leitete Arnold Tschira die purifizierende (d. h. rekonstruierend-stilbereinigende) Wiederherstellung der ehemaligen Klosterkirche Münster Schwarzach, die zuvor 1887–1897 von Josef Durm im Zuge von Instandsetzungsmaßnahmen im Sinne des Historismus umgestaltet worden war. Für die Stadtbaugeschichte Karlsruhe bedeutsam ist sein Aufsatz über den sogenannten Tulla-Plan.
Ein Teilnachlass von Arnold Tschira wird im Südwestdeutschen Archiv für Architektur und Ingenieurbau des Karlsruher Instituts für Technologie aufbewahrt. Der Bestand ist seit 2008 durch ein Findbuch erschlossen.

## Schriften
(Ausführliches Schriftenverzeichnis im Findbuch zum Nachlass.)
- Orangerien und Gewächshäuser: Ihre geschichtliche Entwicklung in Deutschland (Kunstwissenschaftliche Studien, 24). Deutscher Kunstverlag, Berlin 1939. (= Dissertation 1937)